# Rudolf Strauch
Rudolf Strauch (* 16. September 1929 in Birkesdorf; † 24. März 2019) war ein deutscher Journalist, stellvertretender Chefredakteur und von 1981 bis 1989 Vorsitzender der Bundespressekonferenz.

## Leben
Während seines Studiums in Bonn wurde Strauch 1952 Mitglied der Burschenschaft der Norddeutschen und Niedersachsen. Sein Studium schloss er mit Promotion zum Dr. phil. ab.
Er prägte bei der Verlagsgesellschaft Madsack über mehr als zwei Jahrzehnte ab 1972 die Hannoversche Allgemeine Zeitung (HAZ) maßgeblich mit. Er wirkte lange als Korrespondent und Büroleiter in der damaligen deutschen Bundeshauptstadt Bonn, und von 1981 bis 1989 als Vorsitzender der Bundespressekonferenz (BPK). Ebenfalls 1989 übernahm er die Aufgaben des stellvertretenden Chefredakteurs der HAZ. Von 1988 bis 1994 war er Mitglied der Jury des Theodor Wolff-Preises.
Zum Tod des Journalisten erinnerte sein Redaktionsteam in einer Traueranzeige in der HAZ an „seine Analysen, sein Sprachgefühl“ und den feinen Humor des Verstorbenen. Die Beisetzung war für den 9. April 2019 auf dem Röttgener Friedhof an der Reichsstraße in Bonn angekündigt.

## Ehrungen
- 1984: Theodor-Wolff-Preis[1]

- 1994: Verleihung des Niedersächsischen Verdienstkreuzes 1. Klasse[1]

## Schriften (Auswahl)
- Bonn macht's möglich. Idee und Wirklichkeit im politischen Leben der Bundesrepublik, Düsseldorf, Wien: Econ Verlag, 1969
- Die Deutschen an Hollands Thron, Die Geschichte des Hauses Oranien-Nassau, Oldenburg und Hamburg: Gerhard Stalling Verlag, 1966
- Sir Neville Henderson, Britisher Botschafter in Berlin von 1937 bis 1939, Ein Beitrag zur Diplomatischen Vorgeschichte des Zweiten Weltkrieges, Ludwig Röhrscheid Verlag, Bonn 1959